# Terminal de Haydarpaşa

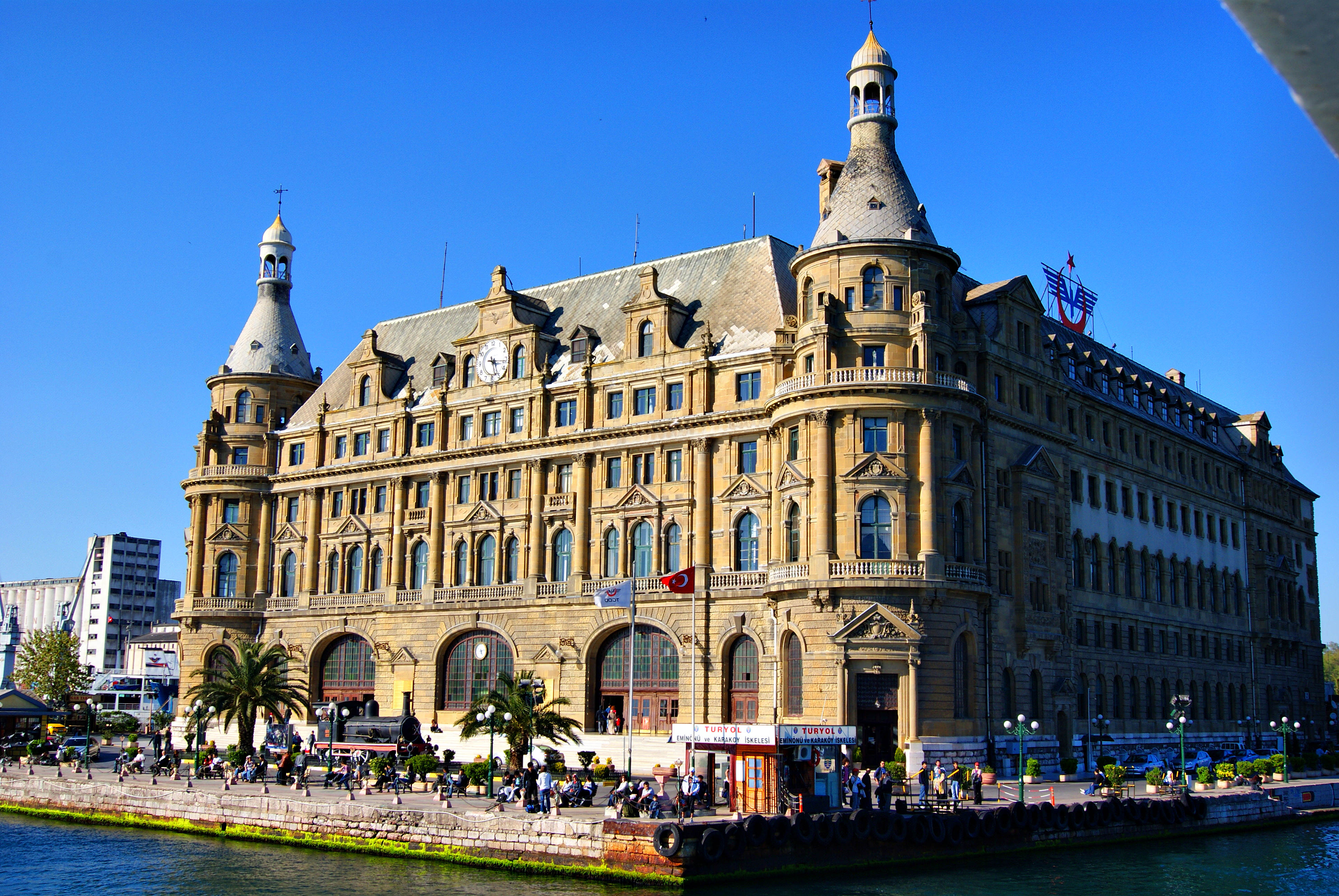
La estación de Haydarpasa en 2010

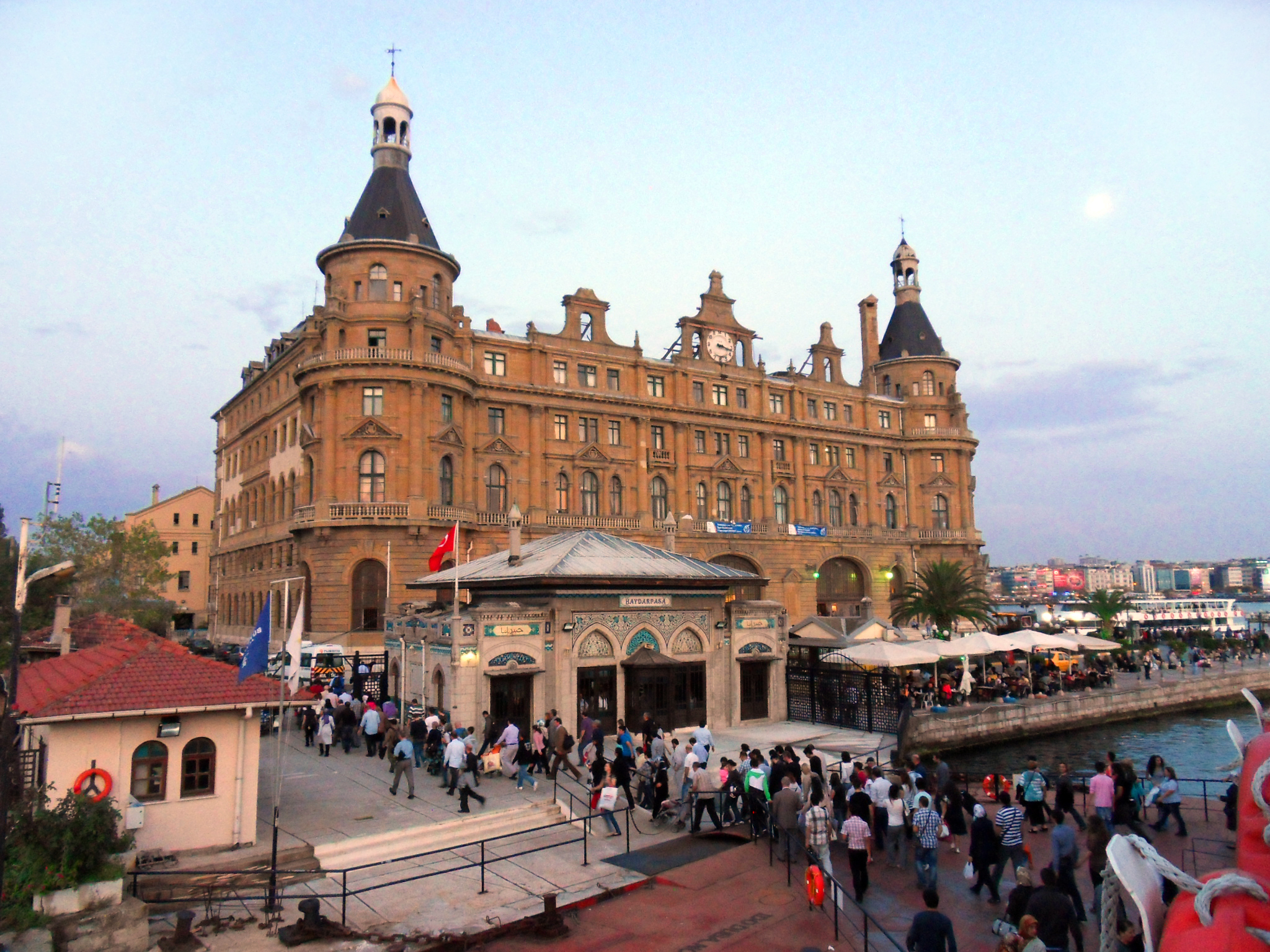
La estación de Haydarpaşa tras el incendio que destruyó su techo en 2010

Vestíbulo de la estación de Haydarpaşa

La Terminal Haydarpasa o Haydarpasa Terminus (en turco: Haydarpasa Garı) es una importante estación de tren, ubicada en el distrito de Kadiköy, en la parte asiática de Istanbul. El edificio de la estación fue construido en 1909 por los Chemins de Fer Ottomans d'Anatolie (CFOA), como estación término del Expreso de Anatolia (línea Istambul - Ankara), del Ferrocarril de Bagdad (Istambul - Konya - Adana - Alepo - Bagdad) y del Ferrocarril del Hiyaz (Istambul - Konya - Adana - Alepo - Damasco - Amán- Medina), y se convirtió en todo un símbolo de Istanbul en particular y de Turquía en general, conocido en todo Oriente Medio.
Durante mucho tiempo fue la terminal de ferrocarril más concurrida de Turquía y una de las más frecuentadas de toda Europa del Este. Bien comunicada, estaba unida con el resto de la ciudad de Istambul por autobús y ferry y, además, el tranvía Moda se encontraba a unas pocas manzanas al sur de la terminal. Las vías no cruzaban el Bósforo, pero existía un transbordador ferroviario que transportaba los vagones desde la Terminal de Haydarpasa, en la zona de Asia, hasta la Estación de Sirkeci, en la zona de europea.
No obstante, a fecha 19 de junio de 2013, la estación se encontraba cerrada por obras de mejora. Tan sólo se sigue utilizando como sede del Distrito 1 de los Ferrocarriles Estatales de la República de Turquía. Recientemente se ha propuesto que la estación sea utilizada como terminal de trenes interurbanos de alta velocidad que conecten con Ankara, y que los trenes suburbanos circulen por el túnel de Marmaray al lado europeo de la ciudad.